# Batalha de Menashi-Kunashir
A Revolta ou Guerra de Menashi-Kunashir (クナシリ・メナシの戦い Kunashiri Menashi no tatakai) ou Batalha de Menashi-Kunashir foi uma batalha em 1789 entre ainus e japoneses na península de Shiretoko, no nordeste de Hokkaido. Começou em maio de 1789, quando os ainus atacaram os japoneses na ilha de Kunashir e partes do distrito de Menashi, e também no mar. Mais de 70 japoneses foram mortos. Os japoneses executaram 37 ainus identificados como conspiradores e prenderam muitos outros. Os motivos da revolta não são muito claros, mas acredita-se que um deles seja uma suspeita de saquê envenenado sendo dada aos ainus em uma cerimônia de fidelidade, e outros comportamentos questionáveis dos comerciantes japoneses.
A batalha é o tema de Majin no Umi, um romance infantil de Maekawa Yasuo que recebeu o Prêmio da Associação Japonesa de Escritores para Crianças em 1970.
Outra revolta ainu em larga escala semelhante contra a influência japonesa em Ezo foi a Revolta de Shakushain de 1669 a 1672.